# Mercedes-Benz Antos
Mercedes-Benz Antos este un vehicul de serie specializat pentru distribuția mărfurilor grele pe distanțe scurte: produse alimentare, combustibil sau materiale de construcții. A avut premiera oficială în septembrie, la Salonul Internațional de Autovehicule Comerciale de la Hanovra.
Are capacitatea brută de încărcare între 18 și 26 de tone care se adresează oricăror tipuri de transport la nivel urban sau pe distanțe scurte: alimentare, combustibil sau materiale de construcții.
Modelul vine în standard cu sistemul de frânare controlat electronic EBS, cu discuri de frâna ventilate, frâna de motor cu eficiență ridicată, sistemul ABS de anti-blocare la frânare, sistemul de accelerare antiderapant ASR și Stability Control Assist. Pachetul de siguranță ABA 3 este dotare opțională. 
Vine în 13 variante de motorizare între 175 kW (238 cp) și 375 kW (510 cp). 
Este disponibil ca platformă de camion sau cap de tractor în 67 de variante de ampatament, cu o lungime a axului cuprinsă între 2650 mm și 6700 mm.